# Ivan Bodnár
Ivan Bodnár (4. července 1877 Hrušovo nebo Hrušov okr. Trebišov – 1967) byl československý politik rusínské národnosti a senátor Národního shromáždění ČSR za Komunistickou stranu Československa, později nezařazený senátor.

## Biografie
Profesí byl zemědělcem v Hrušovu. Byl starostou obce a notářem.
Od roku 1921 byl členem KSČ, předtím byl sociálním demokratem. Po doplňovacích parlamentních volbách na Podkarpatské Rusi v roce 1924 získal senátorské křeslo v Národním shromáždění. Mandát obhájil v parlamentních volbách v roce 1925. 24. prosince 1928 byl vyloučen ze senátorského klubu KSČ a poté i ze strany. Po zbytek volebního období do roku 1929 zasedal v parlamentu jako nezařazený poslanec.